# トンネルビュー

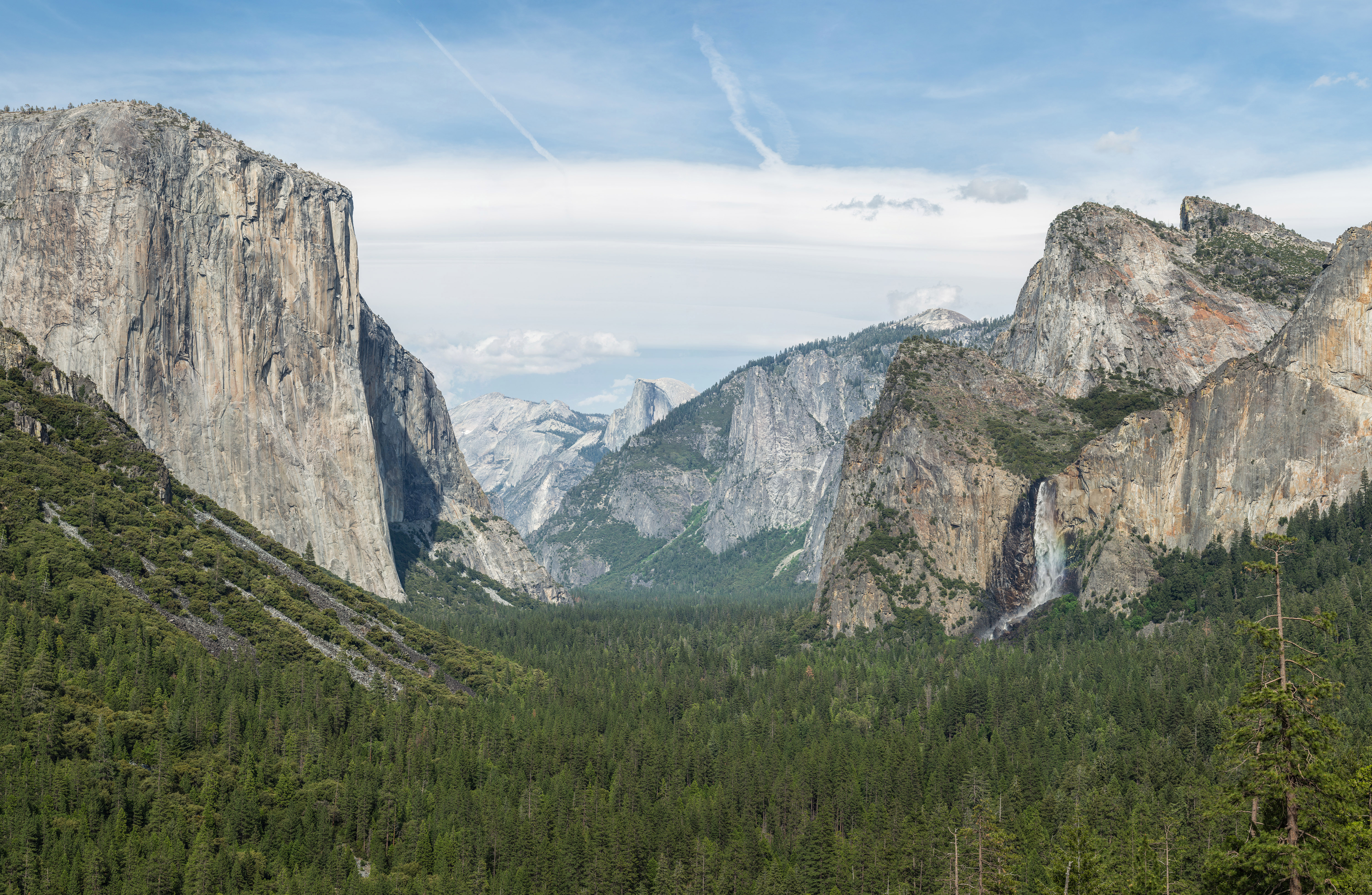
トンネルビューから望むヨセミテ渓谷
エル・キャピタン(左)、ハーフドーム(中央奥)、ブライダルベール滝(右)

トンネルビュー（Tunnel View）は、ヨセミテ国立公園内にある、州道41号線上の展望地。ヨセミテ国立公園への南からの入り口の一つであるワウォナトンネルのすぐ東に位置する。ここからは東側にヨセミテバレー内を眺めることが出来、エル・キャピタンの南西側、ハーフドーム、ブライダルベール滝が見られる。
座標: 北緯37度42分56.7秒 西経119度40分37.8秒 / 北緯37.715750度 西経119.677167度